# Schönungsteich

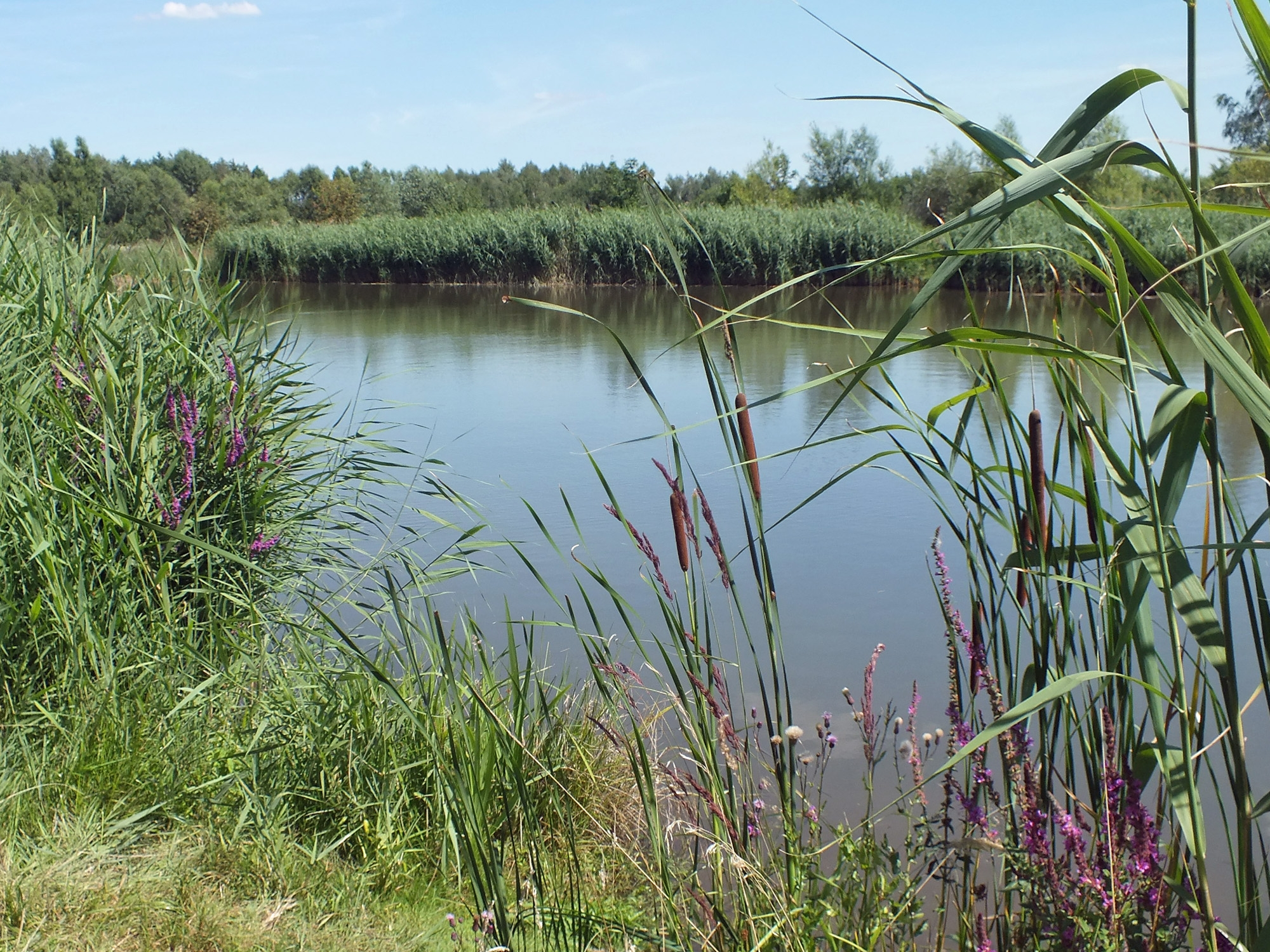
Schönungsteich an der Lauer – Beginn des Lauerschen Grenzgrabens

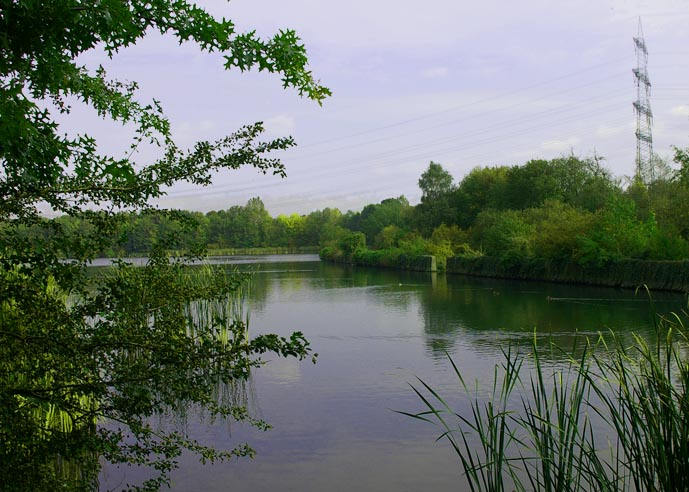
Mündungsteich des Oelbaches, der letzte von drei Schönungsteichen nach dem Klärwerk Oelbachtal

Ein Schönungsteich dient der Verbesserung der Abwasserqualität (Schönung) aus Kläranlagen. Gleichzeitig bilden die Teiche oft Feuchtbiotope und aufgrund ihrer Abgeschiedenheit wichtige Rückzugsorte für entsprechende Pflanzen und Tiere.
Der Teich ist typischerweise der biologischen oder Pflanzenkläranlage nachgeschaltet, er liegt außerhalb deren Betriebsgeländes und hat auch keinerlei Ausstattung (Belüftung, Zugabe von Flockungsmitteln, Einstellung des pH-Wertes etc.), wie sie in einer Kläranlage üblich wäre. Die Reinigung des Wassers von Schwebstoffen und die Angleichung der Wasserqualität hinsichtlich Sauerstoffgehalt (CSB, BSB5) sowie hygienischer und ästhetischer Eigenschaften an den nachfolgenden Vorfluter geschieht durch die lange Verweildauer im natürlichen Teich. Sie beträgt normalerweise einige Tage, kann aber bei starkem Niederschlag auch kürzer sein. Hierbei wirkt der Schönungsteich auch teilweise als Regenrückhaltebecken. Auch weitere Zusatznutzungen als Viehtränke oder Löschwasserteich sind üblich.

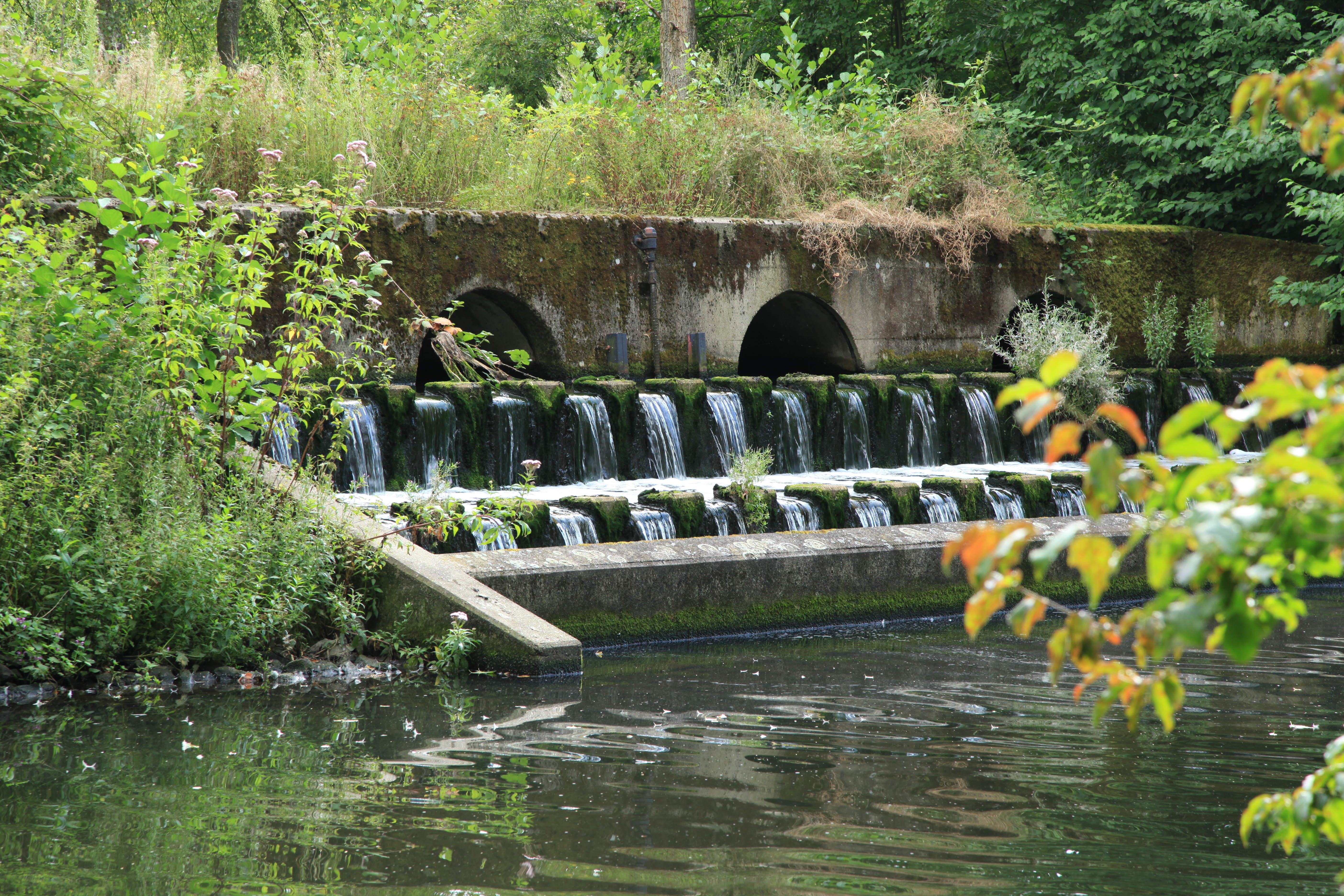
Trennwand von einem Schönungsteich zum nächsten

Der Teich hat eine offene Oberfläche, ist mit Wasserpflanzen bewachsen und mit Fischen besetzt, er kann auch als Angelplatz genutzt werden. Seine Geometrie sollte so aufgebaut sein, dass er vom durchgeleiteten Wasser vollständig durchströmt wird. Erreicht wird dies durch langgestreckte Teiche oder die Hintereinanderschaltung mehrerer Teiche mit Trennwänden. Am Ablauf halten bepflanzte Filter- oder Sickerdämme oder höhenverstellbare Wände die Schwebstoffe, Algen oder den Fischbesatz zurück.
Das biologische Gleichgewicht ist aerob (sauerstoffreich), durch zu hohen Eintrag von Nährstoffen (Phosphor, Stickstoff) aus der Kläranlage kann es aber zu deutlichem Algenwachstum und einer Verschlechterung der Wasserqualität kommen. Hier kann durch eine kürzere Verweilzeit von weniger als zwei Tagen entgegengewirkt werden. Gesteuert wird dies meist über die Höhe des Zu- und Ablaufes.
Schönungsteiche unterliegen nicht der Abwasserverordnung, sondern sind zusätzliche, freiwillige Maßnahmen zur Verbesserung der Wasserqualität.